# Emil Cimiotti
Emil Cimiotti (Göttingen, 19 augustus 1927 - 13 oktober 2019) was een Duitse beeldhouwer.

## Leven en werk
Cimiotti werd geboren en groeide op in Göttingen. Na de Tweede Wereldoorlog, waarin hij als soldaat krijgsgevangen werd gemaakt, volgde en voltooide hij van 1946 tot 1948 in Göttingen een opleiding als steenhouwer. Vanaf 1949 studeerde hij beeldhouwkunst bij Otto Baum aan de Staatliche Akademie der Bildenden Künste Stuttgart. Hij werd gedurende zijn studietijd gesteund en geïnspireerd door Willi Baumeister, die schilderkunst doceerde aan de academie. In 1951 ging hij naar Berlijn om verder te studeren in de beeldhouwklas van Karl Hartung aan de Hochschule der Künste. Reeds na enkele maanden werd hem de deur gewezen en hij trok naar Parijs om een semester bij Ossip Zadkine te studeren. In Parijs ontmoette hij onder anderen Constantin Brâncuși, Le Corbusier en Fernand Léger. In 1952 keerde hij weer terug naar Stuttgart, waar hij in 1954 zijn studie voltooide.
In 1957 en in 1959 kreeg hij de Kunstpreis "junger westen" van de stad Recklinghausen en in 1959 kreeg hij de Villa Massimo-Preis voor een verblijf in Rome. De kunstenaar vertegenwoordigde Duitsland zowel in 1958 (groepsdeelnemer) als in 1960 bij de Biënnale van Venetië en hij werd uitgenodigd voor deelname aan documenta II van 1959, documenta III van 1964 en de 4.documenta van 1968 in de Duitse stad Kassel. In 1984 werd hem de cultuurprijs van de deelstaat Nedersaksen toegekend. Cimiotti was van 1963 tot 1992 hoogleraar beeldhouwkunst aan de Hochschule für Bildende Kunst in Braunschweig. Een van zijn leerlingen was de Duitse objectkunstenares Christiane Möbus.
Cimiotti woonde in Hedwigsburg. Hij creëerde organische en antropomorfe sculpturen in brons. Zijn werk wordt gerekend tot de kunststroming van de Informele kunst.

## Werken (selectie)
- Sirenen (1956/57)
- Sculpture 6/58 (1958), Carnegie Museum of Art in Pittsburgh
- Crucifix (1959), altaar van de Trinitatskirche in Mannheim
- La Pineta (1959), vaste collectie Lehmbruck-Museum in Duisburg
- Offene Form (1962)[2], Waldweg in Göttingen
- Grosse Kreuzblume (1971)[3], Figuren im Park, Galerie Brusberg in Berlijn
- Blätterbrunnen of Ständehausbrunnen (1976), Hannover
- Cimiotti-Brunnen, Braunschweig
- Bedrohte Natur (1979/80), Kurt-Schumacher-Allee in Recklinghausen
- Waterbassin (1980), Riethorst in Hannover
- Stele (1986), Baringstraße in Hannover
- Pflanzliche Säule (1987)[4], Reinhäuser Landstrasse in Göttingen
- Afrikanisch, später Gruß an Willi Baumeister (2002), buitencollectie Skulpturenmuseum Glaskasten, voor het Rathaus in Marl

## Fotogalerij

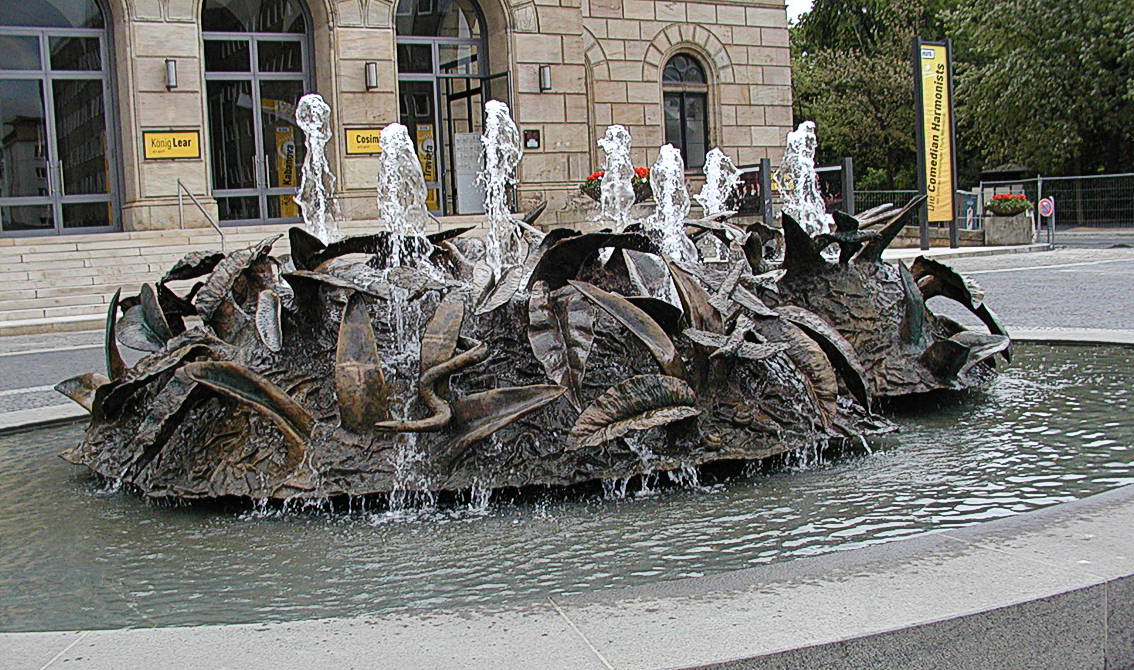
Cimiotti-Brunnen, Braunschweig
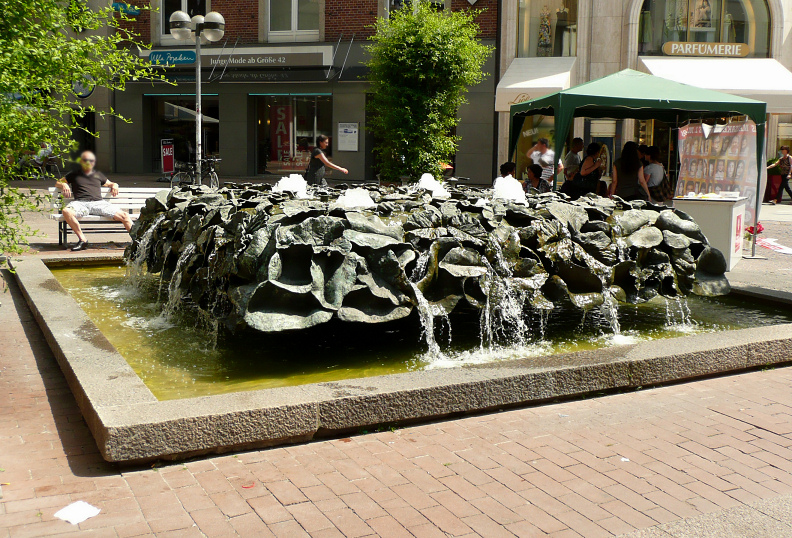
Blätterbrunnen, Hannover
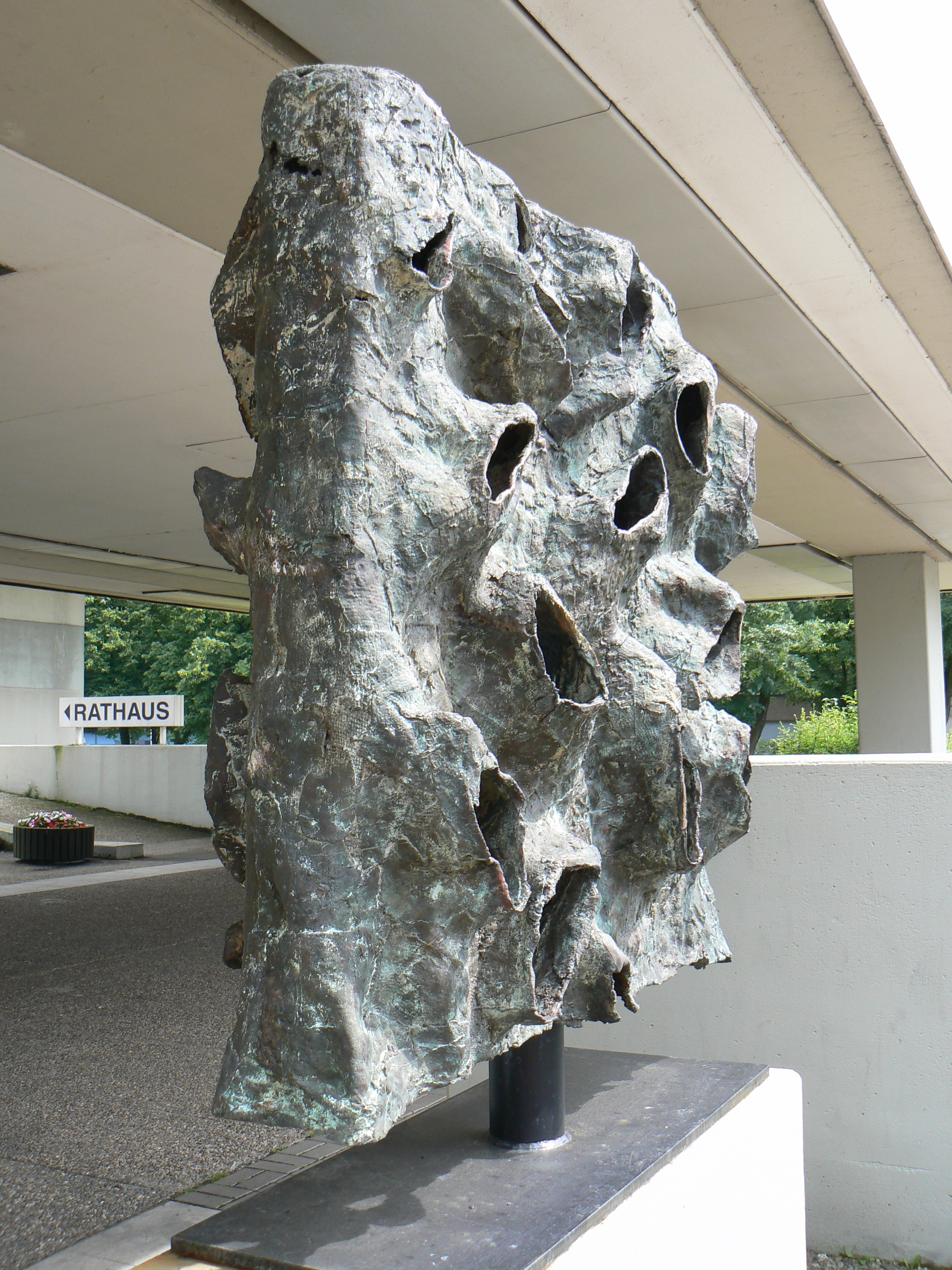
Afrikanisch, später Gruß an Willi Baumeister, Marl